# Rezerwat przyrody Przeciszów
Rezerwat przyrody „Przeciszów” – leśny rezerwat przyrody położony w południowej Polsce, w Dolinie Górnej Wisły, na terenie gminy Przeciszów, w powiecie oświęcimskim (województwo małopolskie). Znajduje się pomiędzy miejscowościami Las i Przeciszów. Leży na gruntach Skarbu Państwa w zarządzie Nadleśnictwa Andrychów (leśnictwo Polanka Wielka).

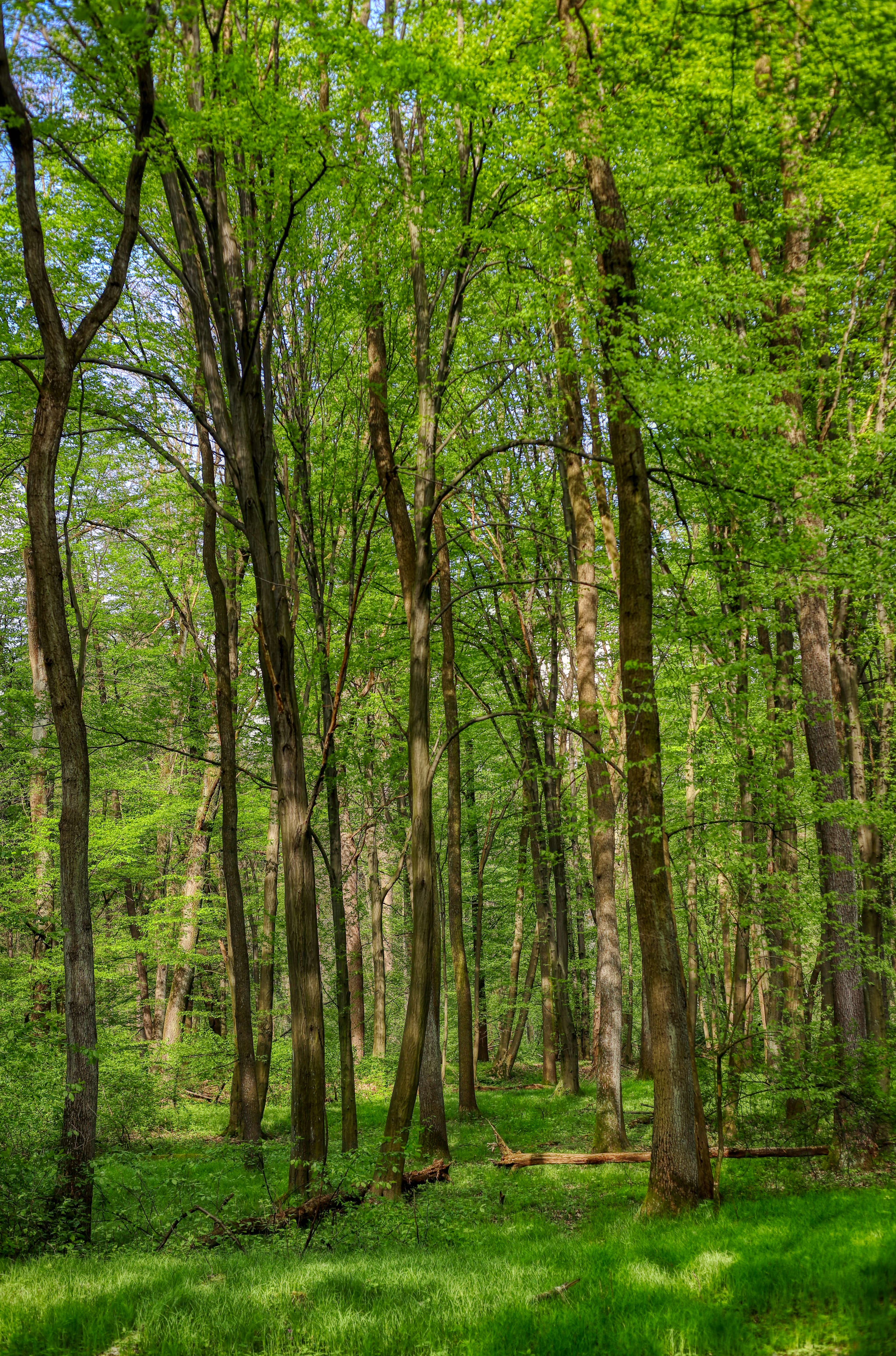
rezerwat Przeciszów

Rezerwat został utworzony w 1995 roku w celu zachowania ze względów naukowych, dydaktycznych i krajobrazowych wielogatunkowego lasu grądowego oraz licznych gatunków chronionych flory i fauny. Zajmuje powierzchnię 85,51 ha (akt powołujący podawał 85,13 ha). Wokół rezerwatu utworzono otulinę o powierzchni 43,71 ha.
Rezerwat „Przeciszów”, podobnie jak sąsiedni rezerwat „Żaki”, leży w obrębie obszaru specjalnej ochrony ptaków sieci Natura 2000 „Dolina Dolnej Skawy” PLB120005.